# Tinissa polysema
Tinissa polysema är en fjärilsart som beskrevs av Aleksei Konstantinovich Zagulajev 1972. Tinissa polysema ingår i släktet Tinissa och familjen äkta malar. Inga underarter finns listade i Catalogue of Life.